# Starjak
Starjak je naselje u sastavu Grada Zagreba. Nalazi se u gradskoj četvrti Brezovica.

## Stanovništvo
Prema popisu stanovništva iz 2001. godine, naselje je imalo 175 stanovnika te 55 obiteljskih kućanstava.

Prema popisu stanovništva 2011. godine naselje je imalo 227 stanovnika.
| broj stanovnika | 104   | 119   | 147   | 163   | 178   | 157   | 164   | 175   | 165   | 167   | 162   | 129   | 117   | 121   | 175   | 227   | 252   |
|                 | 1857. | 1869. | 1880. | 1890. | 1900. | 1910. | 1921. | 1931. | 1948. | 1953. | 1961. | 1971. | 1981. | 1991. | 2001. | 2011. | 2021. |